# Zénobe Gramme (navire-école)
Pour le savant, voir Zénobe Gramme.
Le A958 Zénobe Gramme est un ketch bermudien construit en Belgique. Il sert actuellement de voilier-école à la Marine royale belge.

## Histoire
Il porte le nom du savant Zénobe Gramme, inventeur de la dynamo en 1869.
À sa construction, il avait été conçu pour être un navire de recherche océanographique.
Depuis 1970, il sert à la formation des marins de la marine belge et aux relations publiques ; son port d’attache est Zeebruges.
Il participe, depuis 1972, à la Tall Ships' Races. Il fut vainqueur du trophée Cutty Sark en 1976 et du Sail Training International Ince Trophy en 2003.
Le Zénobe Gramme est mis en vente par le Service des ventes de la défense en octobre 2024.

## Manifestations de grands voiliers
Participations à l’Armada de Rouen :
- en 1999 Armada du siècle,
- Armada 2003,
- Armada 2008,
- Armada 2019